# Ország-Világ (1879–1938)
Az Ország-Világ 1879. december közepe és 1938 között Budapesten megjelent ismeretterjesztő, szépirodalmi jellegű képes hetilap, a Vasárnapi Ujság mellett műfajában és típusában a kiegyezés korának egyik legjelentősebb magyarországi folyóirata volt.

## Története
Ország világ címen már 1870-ben megindult egy képes hetilap Pesten, Vértesi Arnold kiadásában és szerkesztésében. A folyóirat szerzői gárdáját Vértesi baráti köre alkotta, Lauka Gusztáv, Abonyi Lajos, Dalmady Győző, Áldor Imre, Csukássy József, György Aladár, Komócsy Lajos, ifj. Ábrányi Kornél, Darmay Viktor és mások írásai jelentek meg az újságban. A lap szélsőbaloldali arculata, a kor forradalmaival rokonszenvező szellemisége azonban nem vonzott nagy olvasótábort, így 1872-ben meg is szűnt.
1879. december közepén Somogyi Ede indította útjára kétheti lapként az Ország-Világot, amely 1884-ig előbb Rautmann Frigyes kiadóvállalatának, a Pesti Könyvnyomda Rt.-nek, majd a Wilckens és Waidl nyomdának a lapja volt, azt követően pedig a Pallas Irodalmi és Nyomdai Rt. folyóirata lett. Az induláskor megfogalmazott célok szerint az Ország-Világ a polgári középosztály enciklopédikus jellegű, ismeretterjesztő írásokat és szépirodalmi alkotásokat tartalmazó hetilapja volt. Tematikailag széles területet fedtek le a lapban megjelent írások, a történelmi, művészettörténeti, társadalomtudományi és technikai ismertetések mellett állandó kritikai és szépirodalmi rovatokkal is rendelkezett, s az aktuális történésekről is beszámolt az újság. A tartalomról és a cikkek színvonaláról a kor elismert szaktekintélyei gondoskodtak, egyebek mellett Fejérpataky László történész, György Aladár művelődéstörténész, Pulszky Ferenc régész és művészettörténész, Czobor Béla heraldikus, Keszler József műkritikus, Harrach József zeneesztéta, Szemere Attila színikritikus, Xántus János néprajzkutató, Zipernowsky Károly mérnök, Bulyovszky Gyula, Balázs Sándor, Vadnai Károly és Justh Zsigmond írók, valamint Dux Adolf műfordító erősítette a szerzői gárdát. A lapszámokat jó minőségű illusztrációk tették színesebbé, egyszersmind népszerűbbé. Megindulását követően az Ország-Világ csakhamar tízezer példányszámban fogyott, 1883 januárjától már hetente jelent meg. Az 1880-as években az előfizetők előbb fénynyomatú, majd olajnyomatú műmellékleteket is kézhez kaptak a lappal, 1886-ban pedig megjelent az Ország-Világ Salonja című szépművészeti különszám. A szerkesztőség gyakori cserélődése azonban megnehezítette a színvonal folyamatos fenntartását, s a lap az 1880-as évek közepére sokat veszített frissességéből.
1886-ban Benedek Elek vette át az Ország-Világ szerkesztését, fiatal munkatársakat hívott az újsághoz, s átalakította a lap szerkezetét is. Egyfelől több, az olvasók széles körű igényeit kielégíteni kívánó kisebb rovatot ekkor hívtak életre, dinamikusabbá, egyszersmind populárisabbá téve a lapot (könyvmustra, orvosi tanácsadás, háztartási és divatrovat, a társasági élet eseményei, a hazai arisztokrácia életébe bepillantást engedő cikksorozat stb.). Másfelől a továbbra is elsőrendű fontosságú ismeretterjesztés és a társadalmi kérdések boncolgatása mellett egyre nagyobb figyelmet szenteltek az irodalomnak. A lap már 1886-ban irodalmi pályázatot hirdetett, s Benedek Elek szerkesztése alatt, az 1880-as évek második felében az Ország-Világ fokozatosan szépirodalmi folyóirattá alakult át. Többek között Ágai Adolf, Tolnai Lajos, Beniczkyné Bajza Lenke, Mikszáth Kálmán, Reviczky Gyula, Ambrus Zoltán, Justh Zsigmond, Bródy Sándor, Herczeg Ferenc írásai és költeményei jelentek meg a lap hasábjain. Pósa Lajos is rendszeresen jelentkezett gyermekmeséivel az Ország-Világban, amely ilyképpen az 1889-ben megindult Az Én Újságom szellemi bölcsője lett. A folyóirat az eredeti magyar irodalmi alkotások közlése mellett kortárs európai írók, költők műveit is közreadta magyar fordításban (Tolsztoj, Daudet, Maupassant és mások).
Az 1890-es években, részben már Váradi Antal szerkesztői munkája során a folyóirat ismét ellaposodott. Bár irodalmi arculata fennmaradt, egyre erőteljesebben reflektált a napi politika történéseire, ugyanakkor az Ország-Világban is megjelentek a korban divatos – gyakran tréfás hangvételű – női akt- és félakt-illusztrációk. 1898 és 1918 között minden év karácsonyára díszes kivitelű irodalmi, képzőművészeti albumot jelentettek meg, az előfizetők pedig rendszeresen megkapták a folyóirat évkönyvét, az Ország-Világ Almanachját.
Az 1920-as évek végén újabb változás állt be a lap arculatában, elsősorban közgazdasági, urbanisztikai és várospolitikai kérdésekkel foglalkozott. 1938-ban több más folyóirattal egyetemben az Ország-Világ lapengedélyét is megvonták, kiadása megszűnt.

## Felelős szerkesztői
- 1879–1880: Somogyi Ede
- 1880–1882: Beöthy Zsolt és ifj. Szinnyei József
- 1882–1883: ifj. Ábrányi Kornél
- 1883–1885: Mészáros István
- 1885: Degré Alajos
- 1885–1886: Fekete József
- 1886–1893: Benedek Elek
- 1893–1923: Váradi Antal
- 1923–1938: Falk Zsigmond és Hűvös Iván